# الاستفتاءات السويسرية 2019
الاستفتاءات السويسرية 2019 تم إجراء العديد من الاستفتاءات الفيدرالية في سويسرا في عام 2019، مع إجراء التصويت في 10 فبراير و19 مايو. أجريت الانتخابات البرلمانية الفيدرالية في 20 أكتوبر، مما أدى بالمجلس الفيدرالي السويسري إلى تأجيل جولة التصويت في نوفمبر حتى عام 2020.

## استفتاء فبراير
في فبراير اتخذ الناخبون قرارًا بشأن مبادرة شعبية تسمى «أوقفوا الزحف العمراني - من أجل التنمية المستدامة في البناء»، والتي كان من شأنها أن تمنع توسيع مناطق البناء، مع استثناء محتمل يُستثنى من الزراعة أو الاستخدام العام على أساس أن مساحة معادلة من الأرض مسجلة حاليًا كمنطقة بناء يتم رفع السرية عنها وإعادة بنائها.
تم تقديم الاقتراح من قبل الشباب الأخضر في عام 2015. كما تم دعمها من قبل جمعية صغار المزارعين والاشتراكيين الشباب، بالإضافة إلى العديد من المنظمات البيئية، وجمعت 113.000 توقيع. ومع ذلك عارضها المجلس الفيدرالي، حيث زعمت وزيرة البيئة دوريس ليوتار أن الفكرة «راديكالية للغاية وغير عادلة وذات نتائج عكسية». أظهر استطلاع للرأي نُشر في ديسمبر 2018 أن 63٪ من الناخبين يؤيدون مقابل 29٪ معارضين. انتهى الاستفتاء برفض المقترح.

## الاستفتاءات مايو
تم إجراء استفتاءين اختياريين في 19 مايو: أحدهما بشأن قانون إصلاح تمويل «الركيزة الأولى» لنظام المعاشات التقاعدية السويسري، والآخر حول تحويل التوجيه الأوروبي لمراقبة الأسلحة (تحديث لمكتسبات شنغن) إلى القانون السويسري. تمت الموافقة على كلا الاقتراحين.